# Masillatrogon
Масілатрогон — вимерлий рід трогонів. Його останки були знайдені в Мессельській ямі в Німеччині. 